# Финансов одит
Вижте пояснителната страница за други значения на Одит.
Финансовият одит, съгласно легалната дефиниция на понятието и термина, което се съдържа в Закона за Сметната палата, „е изразяване на независимо мнение доколко годишният финансов отчет на предприятието дава вярна и честна представа за неговото финансово състояние и имущество в съответствие с идентифицираната обща рамка за финансова отчетност“.
Съгласно Закона за независимия финансов одит „Независим финансов одит“ е съвкупност от необходими и взаимосвързани процедури, определени от Международните одиторски стандарти, въз основа на които се изразява независимо мнение относно достоверността във всички аспекти на същественост на финансовите отчети, изготвени в съответствие с българското счетоводно законодателство.
Независимият финансов одит се извършва от регистрирани одитори, членове на Института на дипломираните експерт-счетоводители (ИДЕС). Регистрираните одитори и Институтът на дипломираните експерт-счетоводители подлежат на независим публичен надзор.
„Регистриран одитор“ е физическо лице, придобило право да подписва одиторски доклади с мнение върху финансови отчети; или негово предприятие или специализирано одиторско предприятие, вписано в регистъра на регистрираните одитори към Института на дипломираните експерт-счетоводители.
„Одиторска професия“ е професията на регистрираните одитори по извършване на услуги по независим финансов одит или аналогични на тях пряко или чрез специализирани одиторски предприятия.
Под предприятие тълкуването на закона не визира и разбира в случая стопанско или търговско предприятие, а всяко едно начинание по отношение на неговото финансиране.

## История
Известно е, че в древен Китай още през 700 г. пр.н.е., по времето на управлението на династията Чжоу (1112 – 256 пр.н.е.) съществувала длъжност „Главен държавен одитор“, който обезпечавал и гарантирал честността на правителствените служители, които имат непосредствен достъп до държавните финанси и другото държавно имущество.

## Регулаторни органи
Финансовият одит се подразделя на външен и вътрешен одит.

## Международни одиторски стандарти
Международни одиторски стандарти са Международните стандарти за одит (ISA) и свързаните с тях становища за одит и етика, доколкото те имат отношение към независимия финансов одит.